# Typhaeus fossor
Typhaeus fossor är en skalbaggsart som beskrevs av Joseph Waltl 1838. Typhaeus fossor ingår i släktet Typhaeus och familjen tordyvlar. Inga underarter finns listade i Catalogue of Life.